# Спринг Лейк
Спринг Лейк (на английски: Spring Lake) е крайбрежен град в окръг Монмаут в американския щат Ню Джърси, САЩ, на брега на Атлантическия океан. Градът е определен като едно от най-добрите места за живеене в Ню Джърси, но и като място с едни от най-скъпите жилища.

## География
Според Бюрото за преброяване на населението на Съединените щати градът има обща площ от 4,52 km2. Населението му е 2 789 души при преброяването през 2020 г.

## История
Спринг Лейк е образуван като селище с акт на Законодателното събрание на Ню Джърси от 14 март 1892 г. Кварталът е кръстен на чисто изворно езеро. По време на „позлатената епоха“ се превръща в крайбрежен курорт за членове на висшето общество на Ню Йорк и Филаделфия, подобно на селищата Нюпорт (Роуд Айлънд) и Бар Харбър. Пример за архитектура от тази епоха, е къщата на Мартин Малоуни и други стради.

## Други
В Спринг Лейк се развива действието на романа от 2001 г. „Дневникът на един убиец“ на писателката Мери Хигинс Кларк.
- Историческата сграда „Къща Малоуни“
- Църквата „Света Троица“
- Изглед от Спринг Лейк